# Ceanothus cordulatus
Ceanothus cordulatus là một loài thực vật có hoa trong họ Táo. Loài này được Kellogg mô tả khoa học đầu tiên năm 1863.

## Hình ảnh

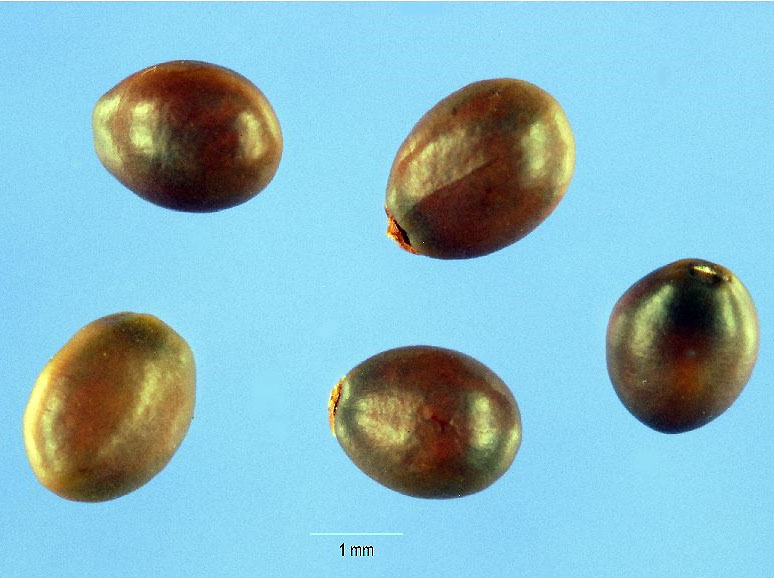